# Чицаго-Комецано
Чицаго-Комецано (итал. Comezzano-Cizzago) је насеље у Италији у округу Бреша, региону Ломбардија.
Према процени из 2011. у насељу је живело 3465 становника. Насеље се налази на надморској висини од 102 м.

## Становништво
Према резултатима пописа становништва 2011. у општини је живело 3.717 становника.
| 1931. | 1936. | 1951. | 1961. | 1971. | 1981. | 1991. | 2001. | 2011. |
| ----- | ----- | ----- | ----- | ----- | ----- | ----- | ----- | ----- |
| 2.329 | 2.610 | 2.996 | 2.085 | 1.848 | 2.057 | 2.266 | 2.708 | 3.717 |